# 小行星17602
小行星17602（17602 Dr. G.）是一颗绕太阳运转的小行星，为主小行星带小行星。该小行星于1995年9月发现。

## 轨道参数
小行星17602的轨道半长轴为470 275 155 km（3.1435505 UA），离心率为0.159。